# Oficina Nacional de Lucha Contra los Delitos de Odio
La Oficina Nacional de Lucha Contra los Delitos de Odio de España es el principal órgano del Ministerio del Interior, integrado en la Dirección General de Coordinación y Estudios, responsable de asesorar a la Secretaría de Estado de Seguridad (SES) en las funciones que tiene encomendadas en todo lo relativo a los delitos de odio, así como de asistirla en la coordinación de todos aquellos órganos y organismos con competencias en este ámbito. Asimismo, en coordinación con las Direcciones Generales de la Policía y de la Guardia Civil, también posee competencias relativas a la sensibilización de la sociedad, realizando todo tipo de actos editoriales en este sentido.
En el año 2012, el Ministerio del Interior de España cambió su política frente a estos delitos de odio, prestando mayor atención y aprobando nuevos protocolos de actuación. Para culminar con estos objetivos, entre 2017 y 2018 se fueron aprobando diferentes medidas que llevaron a su creación definitiva.